# Fujishima Takeji
Fujishima Takeji est un nom japonais traditionnel ; le nom de famille (ou le nom d'école), Fujishima, précède donc le prénom (ou le nom d'artiste).
Fujishima Takeji (藤島 武二), 15 octobre 1867 - 19 mars 1943, est un peintre japonais surtout connu pour avoir introduit dans la peinture nihon-ga des éléments de la peinture moderne européenne, en particulier l'impressionnisme. Il est également un des représentants du courant yō-ga (style occidental) de la peinture japonaise à la fin du XIXe siècle et au début du XXe siècle. À la fin de sa vie il est influencé par le mouvement Art nouveau.

## Biographie

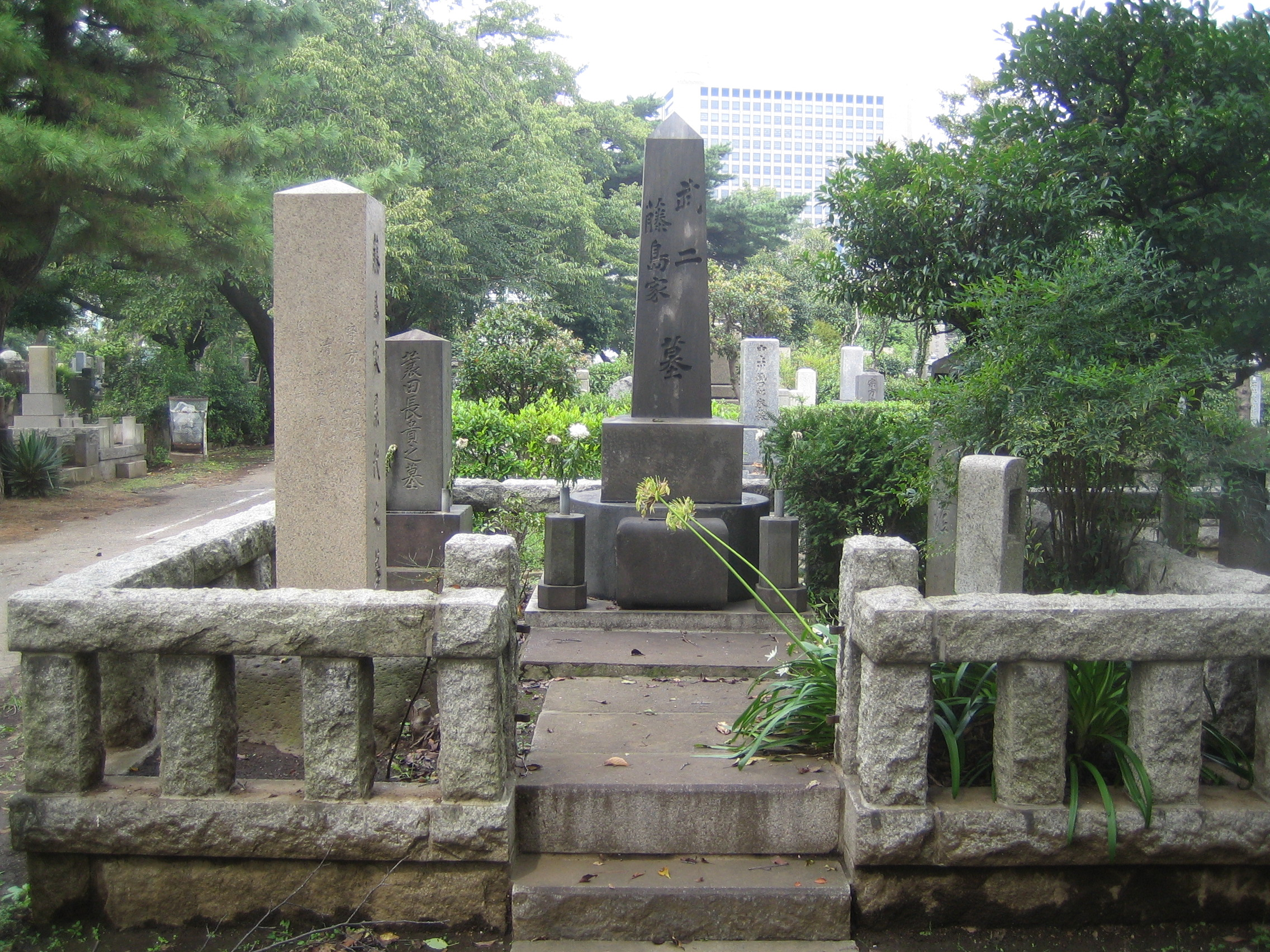
Tombe de Fujishima Takeji

Fujishima naît à Kagoshima, domaine de Satsuma au sud de Kyūshū au Japon, où son père est un obligé du clan Shimazu. Après des études d'art au collège de Kagoshima, il quitte sa famille en 1884 afin de poursuivre ses études à Tokyo, d'abord avec Kawabata Gyokusho, artiste  nihon-ga de l'école Shijō. Toutefois, Fujishima est attiré par les nouvelles techniques occidentales de la peinture à l'huile et se tourne vers le style yō-ga qu'il apprend auprès de Hōsui Yamamoto et Soyama Yukihiro. « Cruauté », son tableau pour l'obtention du diplôme, est montré à la troisième exposition de l'association d'art Meiji en 1891 où il est remarqué par Mori Ōgai, critique d'art et romancier renommé.
Fujishima s'installe à Tsu dans la préfecture de Mie en 1893, où il est professeur assistant à l'école élémentaire préfectorale de Mie mais retourne bientôt à Tokyo en 1896 sous le patronage de Kuroda Seiki pour devenir professeur assistant au département de la peinture occidentale à l'Université des arts de Tokyo. Il rejoint aussi le cercle d'art de Kuroda, la Hakubakai (Société du cheval blanc).
Arrivé en France en 1905, Fujishima étudie les techniques de la peinture d'histoire avec Fernand Cormon à l'École nationale supérieure des beaux-arts à Paris et le portrait auprès de Carolus-Duran à l'Académie de France à Rome. Il retourne au Japon en 1910 et devient professeur à l'école d'art de Tokyo (Kiyoshi Hasegawa et Toshio Bando sont ses élèves) et membre de l'Académie japonaise des arts. En 1937, il est un des premiers récipiendaires de l'Ordre de la Culture nouvellement créé.
Fujishima meurt en 1943; sa tombe se trouve au cimetière d'Aoyama à Tokyo.

## Œuvres importantes
- Papillons (蝶, Chō?), 1904, collection privée, bien culturel important du Japon
- L'éventail noir (黒扇, Kuro ogi?), 1909, musée d'art Bridgestone[1]
- Réminiscence de l'ère Tempyo  (天平の面影?), 1902, musée d'art Ishibashi, Kurume,  Bien culturel important du Japon
- Yacht 1908; Université des arts de Tokyo
- Weiher, Villa d'Este 1908/1909; Université des arts de Tokyo
- Orchidée 1926; collection privée
- Surging Waves at Daio Point 1932; musée Eisei Bunko, Tokyo
- Champs en terrasses 1938; musée d'art Ōhara, Kurashiki